# Гоцин

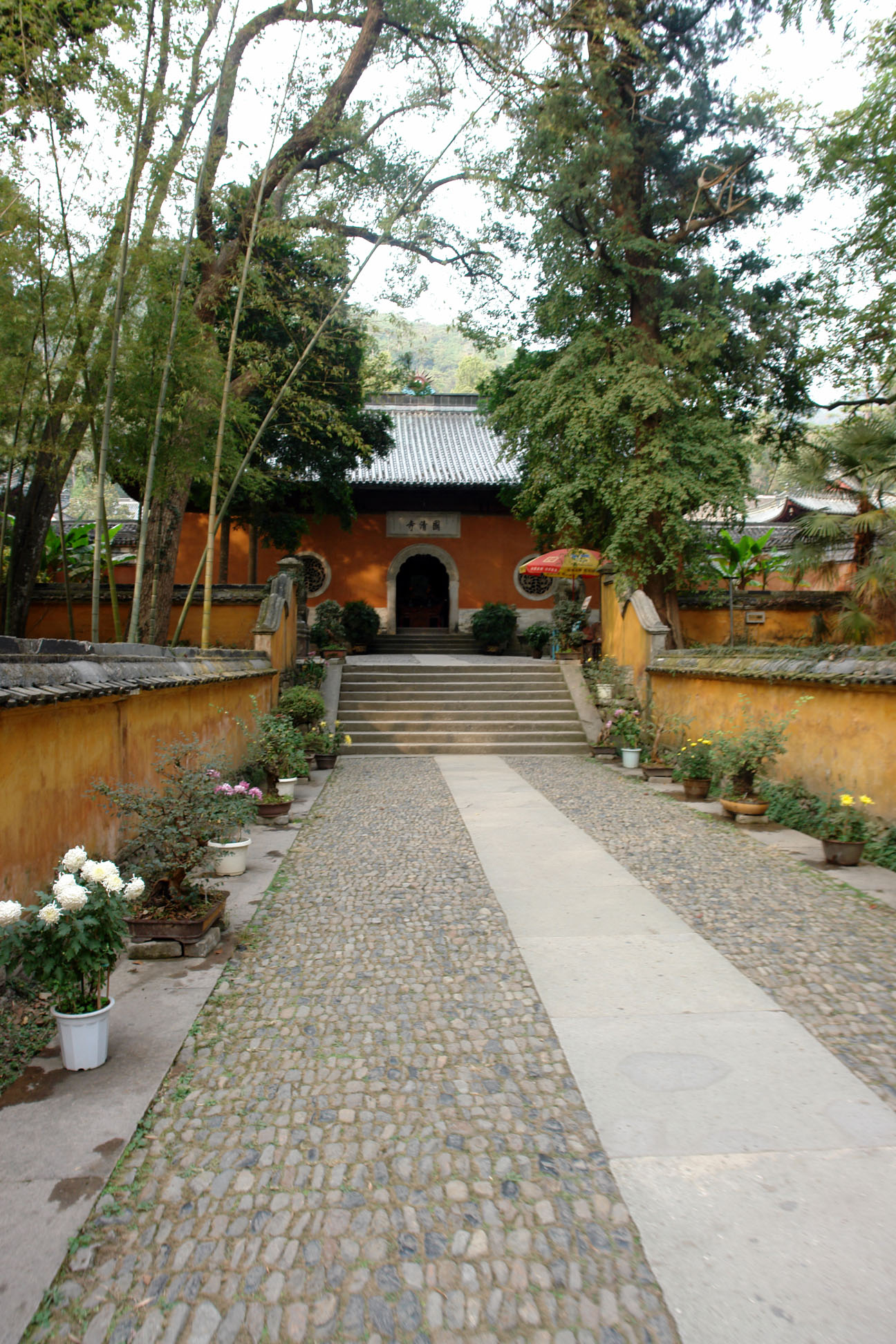

ГО ЦИН СЫ

Гоцинсы (букв. «Монастырь Незамутняемой чистоты») — буддийский монастырь, находящийся в одной из колыбелей китайского буддизма горах Тяньтайшань, в 200 км от Ханчжоу, в районе Тайчжоу. Известность этих мест связана с житием патриарха школы Тяньтай преподобного Чжии, нетленные мощи которого находятся неподалёку, в монастыре Чжэньцзюэ. Отсюда китайский буддизм через учёных монахов распространился в Корею и Японию (школа Тэндай).
Храмовый комплекс монастыря включает Большой храм Шакьямуни, кирпичную пагоду, одну из древнейших в Китае, мемориальную пагоду монаха-астронома Исина (683—727) и др.
Год основания монастыря — 598 н. э. Реконструирован в правление императора династии Цин Юнчжэна (1722—1735)